# Jabrayil
 Jabrayil  (em azeri: Cəbrayıl) é um dos cinquenta e nove rayones nos quais se subdivide politicamente a República do Azerbaijão. A cidade capital é a cidade de Cəbrayil. A região está completamente sob o controle de Artsaque, sendo, pois, território disputado.

## Território e População
Este rayon é possuidor una superfície de 1.050 quilômetros quadrados, os quais são o lugar de uma população composta por unas 54.430 pessoas. Por onde, a densidade populacional se eleva a cifra dos 51,8 habitantes por cada quilômetro quadrado de este rayon.